# Acacia crassa
Acacia crassa — вид квіткових рослин з родини бобових. Ареал: Австралія (Новий Південний Уельс, Квінсленд).

## Середовище
Зустрічається на ділянках пісковику та скелястих конгломератів, що ростуть на гравійних, піщаних, супіщаних або глинистих ґрунтах. Зазвичай це частина склерофілових лісів, пустощів або відкритих чагарникових угруповань.

## Біоморфологічна характеристика
Це кущ або дерево зазвичай досягають висоти 12 метрів і мають дрібно гофровану кору, яка тріскається біля основи. Кутасті міцні гілочки світло- або темно-сірі або червоно-коричневі і часто мають чіткі сочевички. Вічнозелені філодії мають вузькоеліптичну форму, яка поступово звужується до обох кінців. Зазвичай вони мають довжину від 12 до 24 сантиметрів і ширину від 3 до 25 міліметрів і мають три помітні головні жилки. Цвіте з липня по жовтень, чим південніше, тим пізніше. Квітконосний колос довжиною від 4 до 8 см, густо засипаний золотистими квітками. Стручки мають довжину приблизно 45–100 мм і ширину ≈ 3 мм. Стручки містять чорне насіння еліптичної форми довжиною від 3 до 6 мм.